# Мануель Гаспар Аро
Мануель Гаспар Аро (ісп. Manuel Gaspar Haro, нар. 3 лютого 1981, Малага), відомий як Маноло Гаспар (ісп. Manolo Gaspar) — іспанський футболіст, що грав на позиції правого захисника.

## Ігрова кар'єра
Народився 1981 року в Малазі. Займався футболом у структурі місцевого однойменного клубу, а в дорослому футболі дебютував 2001 року виступами за його другу команду. 
2004 року перейшов до друголігової «Альмерія», де протягом двох сезонів був основним правим захисником. Згодом перейшов до «Леванте», виступами за який в сезоні 2006/07 дебютував у Ла-Лізі. Був гравцем ротації «Леванте», а коли за результатами сезону 2007/08 команда вибула з елітного дивізіону, перебрався до рідної «Малаги». Відіграв за неї наступні три сезони своєї ігрової кар'єри на рівні Ла-Ліги, утім стабільним гравцем основного складу не став.
У 2011—2012 роках грав у Сегунді за «Картахену», після чого нетривалий час захищав кольори кіпрського «Олімпіакоса» (Нікосія), а завершував кар'єру протягом 2013—2015 років на батьківщині у складі третьолігового «Ель Пало».